# 1932

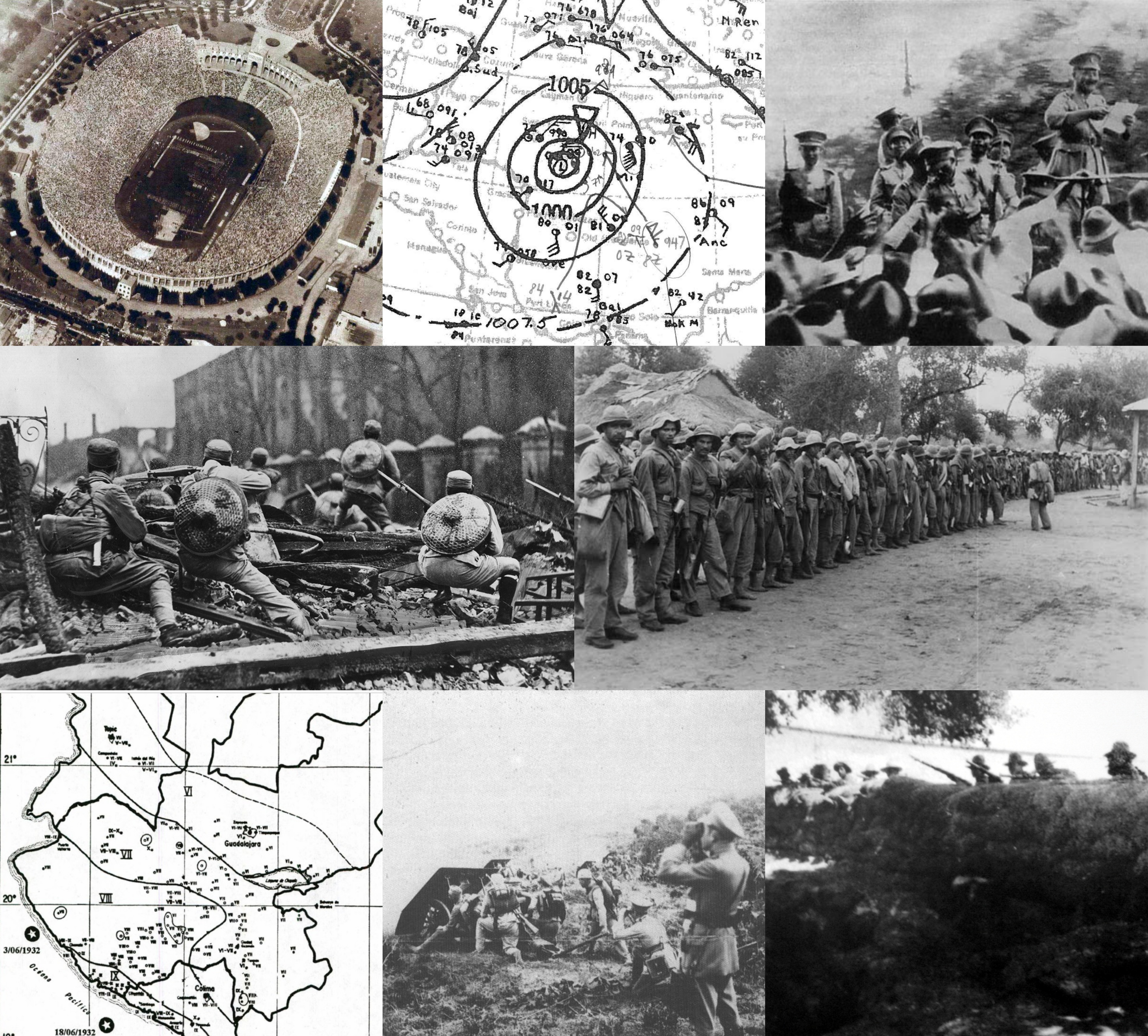

1932 (MCMXXXII) là một năm nhuận bắt đầu vào Thứ sáu của lịch Gregory, năm thứ 1932 của Công nguyên hay của Anno Domini, the năm thứ 932  của thiên niên kỷ 2, năm thứ 32  của thế kỷ 20, và năm thứ  3   của thập niên 1930. 

## Sự kiện

### Tháng 1
- 2 tháng 1: Phát xít Nhật công chiếm Cẩm Châu.
- 12 tháng 1: Phát xít Nhật đổ bộ lên Thanh Đảo
- 28 tháng 1: Phát xít Nhật tiến công Thượng Hải
- 30 tháng 1: Quốc Dân chính phủ di dời đến Lạc Dương.

### Tháng 3
- 9 tháng 3: Thành lập Mãn Châu quốc.

### Tháng 4
- 1 tháng 4: Mã Chiêm Sơn nổi dậy chống Nhật Bản.

### Tháng 5
- 21 tháng 5: Tưởng Giới Thạch nhậm chức tổng tư lệnh quân tiểu phỉ

### Tháng 6
- 24 tháng 6: Vương quốc Xiêm tuyên bố độc lập.

### Tháng 7
- 30 tháng 7: Khai mạc Thế vận hội Mùa hè 1932 ở Los Angeles, Mỹ.

### Tháng 8
- 4 tháng 8: Tại Nam Kinh, thành lập Trung Quốc hóa học viện
- 14 tháng 8: Bế mạc Thế vận hội Mùa hè 1932.

### Tháng 9
- 16 tháng 9: Quân Nhật thảm sát hơn 3000 người tại Bình Hạng Sơn Liêu Ninh

### Tháng 12
- 1 tháng 12: Hồng quân Trung Quốc tiến quân vào Tứ Xuyên, Thiểm Tây, Thiểm Bắc
- 28 tháng 12: Nguyễn Ái Quốc được thả tự do sau 18 tháng bị giam giữ trong nhà tù Hồng Kông, trong Vụ án Tống Văn Sơ.

## Sinh

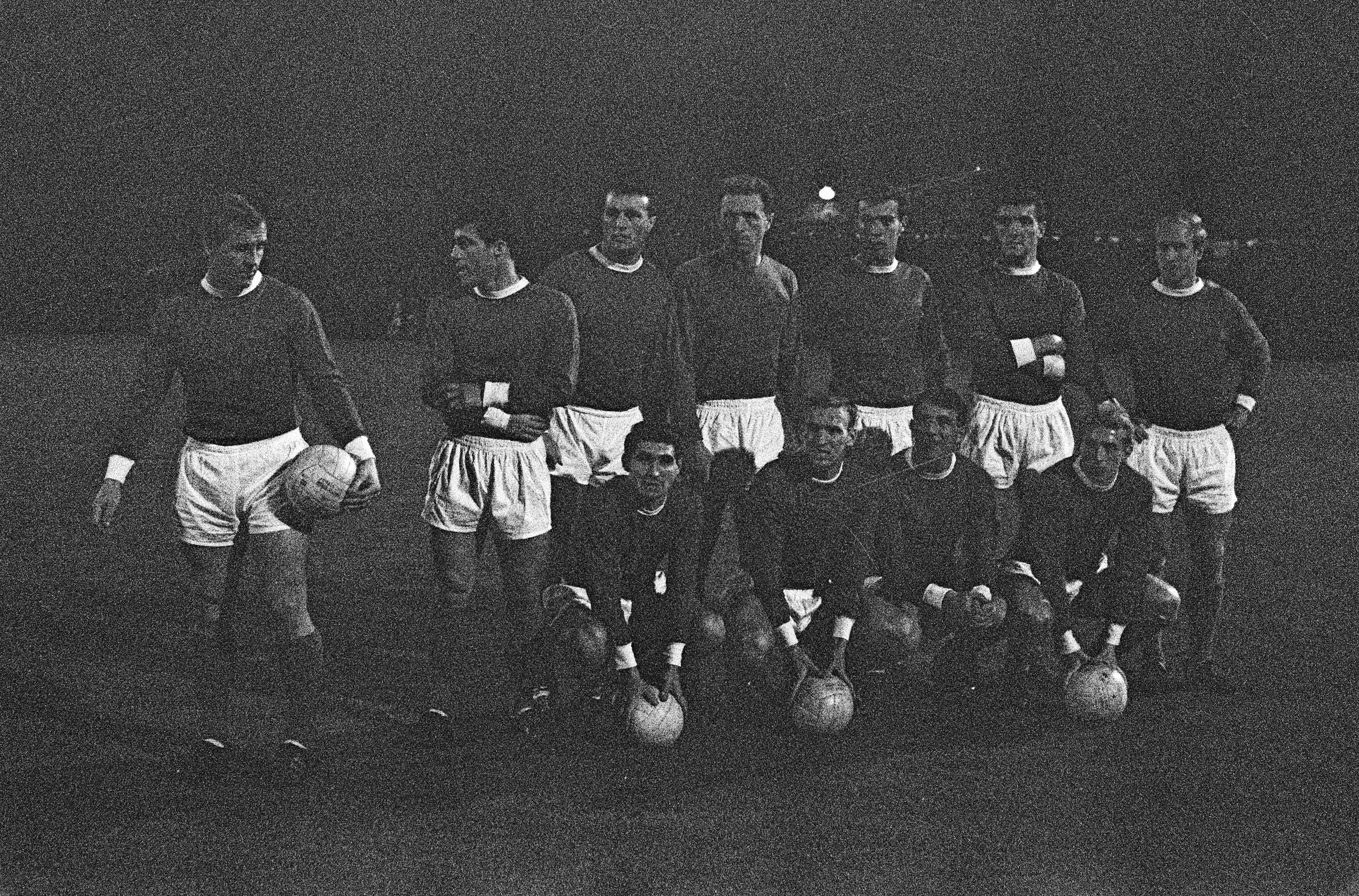
Harry Gregg

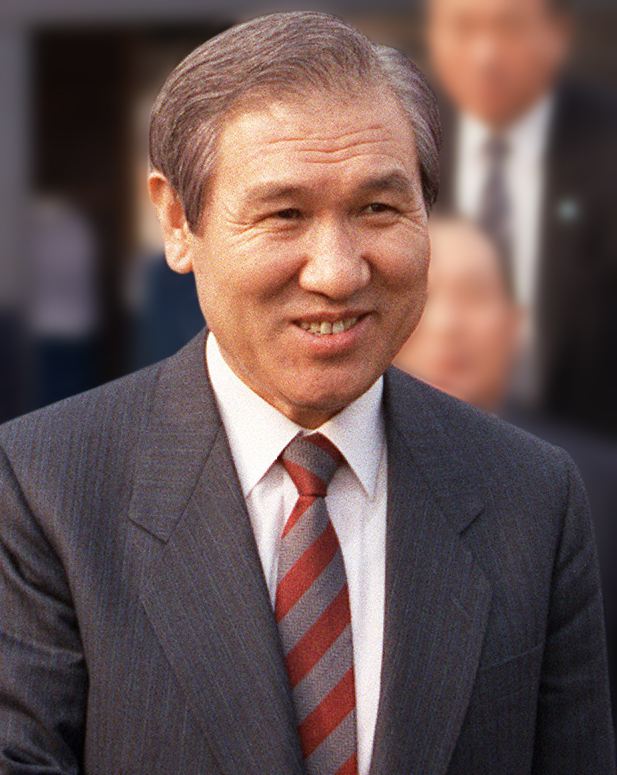
Roh Tae-woo

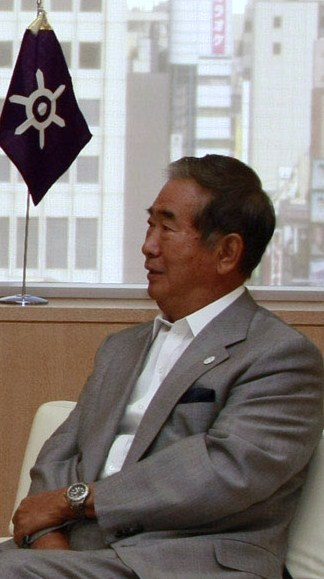
Shintaro Ishihara

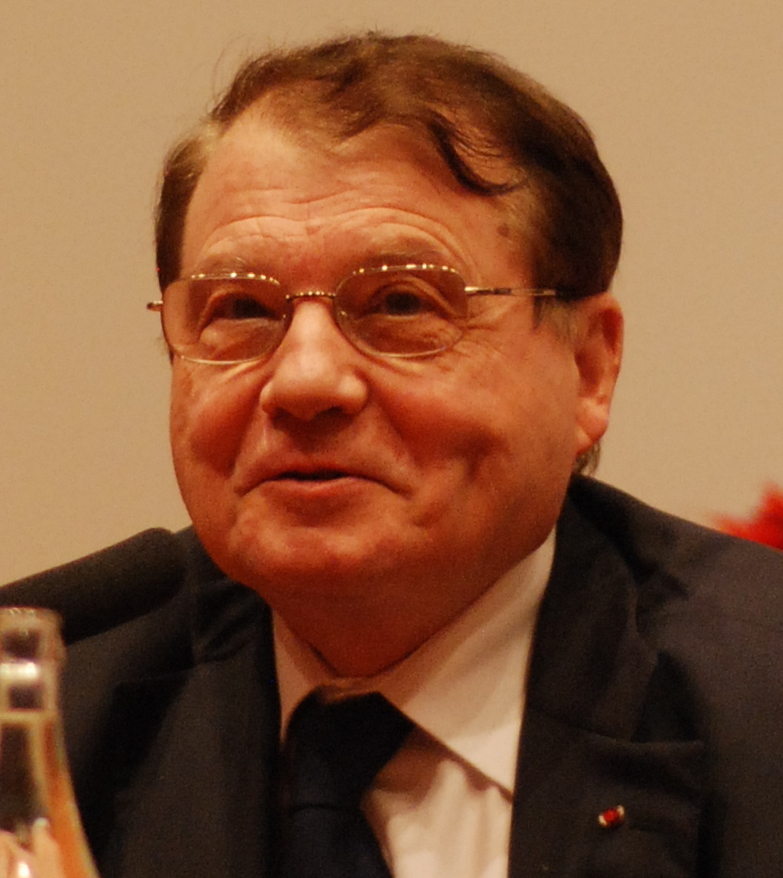
Luc Montagnier

### Tháng 1
- 14 tháng 1: Nguyễn Quang Sáng, nhà thơ, chiến sĩ người Việt Nam (m. 2014)

### Tháng 2
- 16 tháng 2: Ahmad Tejan Kabbah, tổng thống Sierra Leone thứ 3 (m. 2014)[1]
- 25 tháng 2: Mireya Baltra, là một nhà xã hội học, nhà báo và chính trị gia, một đảng viên của Đảng Cộng sản Chile (m. 2022)

### Tháng 4
- 6 tháng 4: Nguyễn Duy Quý, Giáo sư, Viện sĩ Việt Nam (m. 2022)

### Tháng 5
- 29 tháng 5: Trần Đình Tấn, Thiếu tướng Việt Nam (m. 2022)

### Tháng 6
- 24 tháng 6: La Văn Cầu, đại tá Quân đội nhân dân Việt Nam

### Tháng 8
- 12 tháng 8: Sirikit (Mom Rajawongse Sirikit Kitiyakara), vương thái hậu Thái Lan, vợ của quốc vương Thái Lan Bhumibol Adulyadej
- 18 tháng 8: Luc Montagnier, nhà virus học người Pháp, đoạt Giải Nobel Sinh lý học hoặc Y học năm 2008 (m. 2022)

### Tháng 9
- 1 tháng 9: Hoàng Tích Chỉ, là một nhà biên kịch của nền điện ảnh cách mạng Việt Nam (m. 2022)
- 30 tháng 9: Shintaro Ishihara, thống đốc thứ 33 của Tokyo (m. 2022)

### Tháng 10
- 27 tháng 10: Harry Gregg, cầu thủ bóng đá người Bắc Ireland (m. 2020)

### Tháng 11
- 29 tháng 11: Trần Hanh, tướng lĩnh Không quân nhân dân Việt Nam (m. 2024)

### Tháng 12
- 4 tháng 12: Roh Tae-woo, Tổng thống thứ 6 của Hàn Quốc (m. 2021)
- 12 tháng 12: Francis Xavier Sudartanta Hadisumarta, Giám mục người Indonesia của Giáo hội Công giáo Rôma (m. 2022)
- 18 tháng 12: Băng Sơn, nhà văn người Việt Nam (m. 2010)

## Giải Nobel
- Vật lý - Werner Karl Heisenberg
- Hóa học - Irving Langmuir
- Y học - Sir Charles Scott Sherrington, Edgar Douglas Adrian
- Văn học - John Galsworthy
- Hòa bình - không có giải